# Guzmania kraenzliniana
Guzmania kraenzliniana är en gräsväxtart som beskrevs av Marx Carl Ludwig Ludewig Wittmack. Guzmania kraenzliniana ingår i släktet Guzmania och familjen Bromeliaceae. Inga underarter finns listade i Catalogue of Life.